# Hemma hos Olssons
Hemma hos Olssons är en TV-serie från 1997 där tittarna fick stifta bekantskap med Kurt Olsson och hans familj. Han har två döttrar i serien.